# 호킨 에스키에타
호킨 에스키에타 멘디부루(스페인어: Jokin Ezkieta Mendiburu, 1996년 8월 17일, 나바라 주 팜플로나 ~)는 스페인의 프로 축구 선수로, 현재 아틀레틱 빌바오에서 골키퍼로 활약하고 있다.

## 클럽 경력
에스키에타는 나바라 주 팜플로나 출신으로, 오사수나의 유소년부를 졸업했다. 그는 2014년 8월 24일, 2-0으로 이긴 코레야노와의 테르세라 디비시온 원정 경기에서 2군 경기에 출전해 성인 무대 신고식을 치렀다.
2015년 3월, 에스키에타는 계약 만료가 임박하면서 바르셀로나 계약서에 서명했다. 계약은 같은 해 7월 17일에 에스키에타가 4년짜리 계약서에 서명하면서 성사되었고, 이후 세군다 디비시온 B에 속한 2군 선수단에 배정되었다.
2016년 7월 22일, 에스키에타는 같은 3부 리그에 속한 사바델로 1년 동안 임대되었다. 붙박이 주전으로 활약한 그는 37경기에 출전(3,330분 활약)하였고, 소속 구단은 강등을 간신히 피했다.
이후, 에스키에타는 당시 세군다 디비시온에 속한 바르사의 2군 선수단에 복귀하였다. 2017년 9월 25일, 그는 1-2로 패한 루고와의 안방 경기에서 프로 무대 첫 경기를 치렀다. 그는 라 리가에 속한 1군에 딱 한 번 차출되었는데, 그 경기는 이듬해 8월 23일에 바야돌리드에 1-0으로 이긴 원정 경기로 야스퍼 실러선이 갈비뼈 부상으로 빠지면서 차출될 수 있었다.
2019년 7월 1일, 자유 계약으로 풀려난 에스키에타는 아틀레틱 빌바오와 4년 계약을 맺었는데, 방출 이적료는 €45M으로 책정되었다. 이듬해 1월 28일, 그는 3-3으로 비긴 테네리페와의 코파 델 레이 16강 원정 경기에서 2분 만에 이아고 에레린이 퇴장당하면서 우나이 누녜스와 교체되어 들어가 1군 첫 경기를 치렀다. 결국 빌바오는 승부차기 끝에 승리를 거두었는데, 그는 호셀루를 막아내며 4-2 승리에 일조했다.
그는 엘체와의 2020-21 시즌 최종전 원정 경기에서 리그 첫 경기를 치렀지만, 소속 구단은 0-2로 패했다.

## 경력 통계
2021년 7월 1일 기준
| 구단            | 시즌      | 리그              | 리그 | 리그 | 컵   | 컵 | 대륙 | 대륙 | 기타 | 기타 | 합계 | 합계 |
| 구단            | 시즌      | 리그명            | 출장 | 골   | 출장 | 골 | 출장 | 골   | 출장 | 골   | 출장 | 골   |
| --------------- | --------- | ----------------- | ---- | ---- | ---- | -- | ---- | ---- | ---- | ---- | ---- | ---- |
| 오사수나 B      | 2014–15   | 세군다 디비시온 B | 15   | 0    | –    | –  | –    | –    | –    | –    | 15   | 0    |
| 바르셀로나 B    | 2015–16   | 세군다 디비시온 B | 3    | 0    | –    | –  | –    | –    | –    | –    | 3    | 0    |
| 바르셀로나 B    | 2017–18   | 세군다 디비시온   | 2    | 0    | –    | –  | –    | –    | –    | –    | 2    | 0    |
| 바르셀로나 B    | 2018–19   | 세군다 디비시온 B | 10   | 0    | –    | –  | –    | –    | –    | –    | 10   | 0    |
| 바르셀로나 B    | 합계      | 합계              | 15   | 0    | –    | –  | –    | –    | –    | –    | 15   | 0    |
| 사바델 (임대)   | 2016–17   | 세군다 디비시온 B | 37   | 0    | –    | –  | –    | –    | –    | –    | 37   | 0    |
| 빌바오 아틀레틱 | 2019–20   | 세군다 디비시온 B | 25   | 0    | –    | –  | –    | –    | 1    | 0    | 26   | 0    |
| 아틀레틱 빌바오 | 2019–20   | 라 리가           | 0    | 0    | 1    | 0  | –    | –    | –    | –    | 1    | 0    |
| 아틀레틱 빌바오 | 2020–21   | 라 리가           | 1    | 0    | 2    | 0  | –    | –    | –    | –    | 3    | 0    |
| 아틀레틱 빌바오 | 합계      | 합계              | 1    | 0    | 3    | 0  | 0    | 0    | 0    | 0    | 4    | 0    |
| 경력 합계       | 경력 합계 | 경력 합계         | 93   | 0    | 3    | 0  | 0    | 0    | 1    | 0    | 97   | 0    |

1. ↑  승격 플레이오프전 출장 경기 기록 포함

## 수상
아틀레틱 빌바오
- 수페르코파 데 에스파냐: 2020–21[12]
- 코파 델 레이 준우승: 2019–20,[13] 2020–21[14]